# أمازون آب ستور
أمازون آب ستور (بالإنجليزية: Amazon Appstore)‏ هو متجر تطبيقات لنظام التشغيل أندرويد تديره شركة أمازون. وهو المتجر الإفتراضي في نظام التشغيل فاير أو إس، المستخدم على جميع أجهزة كيندل فاير اللوحية. يوفر أمازون آب ستور تطبيقات رسمية لأجهزة كيندل فاير، بدلاً من جوجل بلاي المستخدم على أجهزة أندرويد الأخرى.

## تاريخ
افتتح أمازون آب ستور في 22 مارس 2011، وتم إطلاقه في ما يقارب 200 دولة. يُدفع للمطورين 70% من مشتريات التطبيق.
في 28 سبتمبر 2011، أطلقت أمازون أول جهاز كيندل فاير. اعتمد هذا الجهاز اللوحي خصيصا على أمازون آب ستور، متجنبًا جوجل بلاي. كان هناك تصميم جديد للمتجر ليندمج مع أجهزة كيندل فاير اللوحية.
في مايو 2013، أطلقت أمازون «عملات أمازون» كطريقة جديدة للدفع في المتجر وداخل التطبيقات.
في 18 يونيو 2014، أعلنت أمازون عن صفقة مع بلاك بيري، والتي تتضمن الوصول إلى أمازون آب ستور في نظام التشغيل بلاك بيري 10.
في 24 يونيو 2021، أعلنت مايكروسوفت بأن ويندوز 11 سيسمح باستخدام أمازون آب ستور داخل مايكروسوفت ستور، مما يتيح للمستخدمين إمكانية استخدام تطبيقات أندرويد داخل ويندوز. الخدمة تعيد توجيه المستخدمين من مايكروسوفت ستور إلى أمازون آب ستور لتثبيت تطبيقات أندرويد. وتمنع من تنزيل ملفات APK مباشرة.

## تطبيقات أندرويد
عندما تم إطلاق أمازون آب ستور لنظام أندرويد في مارس 2011، كان به حوالي 3,800 تطبيق. وصل عدد التطبيقات إلى 80 ألف تطبيق في يونيو 2013 و240 ألف تطبيق في يونيو 2014. في يونيو 2015، كان لدى متجر التطبيقات ما يقارب 334 ألف تطبيق.
إعتباراً من 7 يناير 2021، أصبح عدد التطبيقات الكلي في أمازون آب ستور 460,019.

## روابط خارجية
- الموقع الرسمي
- متاجر أندرويد على مشروع الدليل المفتوح